# Conspiració de La Profesa
Es coneix com a Conspiració de La Profesa a una sèrie de reunions secretes que van celebrar al 1820 els simpatitzant amb el règim absolutista del Virregnat de Nova Espanya que s'oposaven ideològicament a la jura de la Constitució de Cadis.

## Antecedents
Al 12 d'abril del 1814 un grup de seixanta-nou diputats va sol·licitar per mitjà del document conegut com a Manifest dels Perses l'abolició de la Constitució de Cadis. El 4 de maig, el rei Ferran VII va decretar la Restauració del règim absolutista a Espanya. A la Nova Espanya, el bisbe de Puebla José Antonio Joaquín Pérez Martínez i Robles i altres membres del clergat, s'havien manifestat a favor d'aquesta decisió.
Quasi sis anys després, l'1 de gener del 1820, el general Rafael de Riego es va pronunciar a favor de la Constitució de Cadis, donant el tret de sortida al Trienni Liberal i forçant a Ferran VII el Desitjat a jurar la Carta Magna per així establir una monarquia parlamentària com a forma de govern. Les notícies de les revoltes dels generals Rafael de Riebo i Antonio Quiroga van arribar a Nova Espanya al març del 1820. El virrei, alts empleats del govern i el clergat es van alarmar, doncs preferien al règim monàrquic. El virrei Juan Ruiz de Apodaca, va decidir no prendre cap mesura fins a rebre ordres de la península ibèrica.

## La conspiració
A la Ciutat de Mèxic, els simpatitzants del règim absolutista van començar a reunir-se de forma secreta a l'Oratori de San Felipe Neri, conegut popularment com el temple de La Profesa. Les reunions van ser presidides pel canonge Matías de Monteagudo. Pel seu caràcter secret es desconeixen amb certesa el nombre de participants. Es creu que van participar entre altres:
- Manuel de la Bárcena
- El fra Mariano López de Bravo i Pimentel[3]
- Miguel Bataller
- Juan José Espinosa de los Monteros
- Antonio de Mier y Villagómez
- José Bermúdez Zozaya
- Juan Gómez de Navarrete
- El bisbe de Puebla Antonio Joaquín Pérez Martínez i Robles.

Alguns integrants d'aquest grup heterogeni, membres de la classe aristòcrata i del clergat, havien participat en el cop d'Estat durant la Crisis Política de 1808 a Mèxic.
Durant les primeres reunions, l'objectiu era impedir la difusió de la reinstauració de la Constitució de Cadis a Espanya, declarant que el rei es trobava encara sense llibertat per així establir al virrei com a governant de Nova Espanya. Aquest plà no va prosperar doncs van arribar notícies a Veracruz, on l'intendent José Dávila i els comerciants establerts van jurar la carta magna. Davant la por que el virrei no acceptés la constitució, van organitzar el Batalló de Voluntaris de Ferran VII per a exercir pressió a Ruiz de Apodaca.
El 31 de maig del 1820, el virrei no va tenir més remei que jurar la constitució. Com que el virregnat es va convertir en província, el deposat virrei va passar a se Cap polític superior de Nova Espanya. Els conspiradors es van posar en contacte amb el bisbe de Guadalajara, Juan Ruiz de Cabañas i Crespo. El seu nou pla va ser proclamar la independència de Mèxic, amb la idea d'establir una monarquia amb un Infant d'Espanya, evitant, òbviament, nombrar les institucions constitucionals. Militarment els conspiradors van decidir recolzar-se amb Agustín de Iturbide, no obstant els plans van haver de tornar a canviar doncs es va fer oficial la proclamació de la Constitució el 9 de juny.
Conforme a la nova política, la Companyia de Jesús va ser suprimida el 20 d'agost. El fòrum eclesiàstic va ser abolit. El 22 d'agost del 1820 es va expedir una ordre per a alliberar els insurgents que es trobaven empresonats, entre ells a Nicolàs Bravo i Ignacio López Rayón. El descontentament entre els membres de la Conspiració de la Profesa va augmentar. Un dels resultats més favorables per aquesta sèrie de reunions va ser la designació de Agustín de Iturbide com a comandant en cap dels exèrcits del Sud. El 9 de novembre del 1820, Iturbide va ser nomenat substitut de José Gabriel de Armijo per a combatre el rebel Vicente Guerrero, que seguia revoltat en armes des de la seva posició a Sierra del Sur. Durant les juntes, es va traçar el pla er a que Iturbide realitzes un apropament amb el cabdill insurgent i incrementar el poder militar.

## Conseqüències
El 16 de novembre del 1820 Iturbide va sortir de la capital rumb a les muntanyes de l'actual Estat de Guerrero. Els enfrontaments militars van ser favorables a les forces insurgents de Zapotepec i Tlatlaya. El 10 de gener del 1821 Iturbide va enviar una carta a Guerero oferint-li l'indult i una aliança, però el cabdill va declinar la proposta. Paral·lelament Iturbide va enviar cartes als caps militars de Michoacán i del Bajío, als bisbes de Puebla, Guadalajara i la mitra de Valladolid. El bisbe de Guadalajara, Juan Ruiz de Cabañas va recolzar amb vint-i-cinc mil pesos la campanya. Iturbide va realitzar un nou apropament a Guerrrero, aquest cop amb resultats positius. Es va segellar un pacte de pau mitjançant l'Abraçada d'Acatempan el 10 de febrer del 1821. El 23 de febrer es va proclamar el Pla d'Iguala. Unides les forces militars d'ambdos bàndols, es va formar l'Exèrcit Trigarante. Tot i que sembla que Apodaca participava tàcitament al Pla de la Profesa, els successos no van ser del tot favorables per a ell. La unió de Iturbide amb Guerrero va ser durament criticada i en conseqüència, Apodaca va haver de declarar a Iturbide fora de la llei. El clergat i la classe aristòcrata de la Nova Espanya que s'oposava a la Constitució de Cadis, va donar suport moral i econòmic al moviment independentista. Al mes de juny, Apodava va ser rellevat del seu lloc, de forma interina per Francisco Novella, doncs s'esperava l'arribada de Juan O'Donojú. Quan el nou Cap Polític Superior de la Nova Espanya va prendre el seu lloc, es va donar compte del fort suport que tenia Iturbide i no va tenir més remei que firmar els Tractats de Córdoba al mes d'agost. L'Exèrcit Trigarante va entrar de forma triomfal a la Ciutat de Mèxic el 27 de setembre del 2821, consolidant així, la consumació de la Independència de Mèxic.